# Chersomanes
Chersomanes là một chi chim trong họ Alaudidae.

## Các loài
Chi này có 2 loài:
- Chersomanes beesleyi: Sơn ca Beesley. Phân bố tại đông bắc Tanzania.
- Chersomanes albofasciata: Sơn ca gót nhọn. Phân bố tại miền nam châu Phi.